# Wahlen 1983
◄◄ | ◄ | 1979 | 1980 | 1981 | 1982 | Wahlen 1983 | 1984 | 1985 | 1986 | 1987 | ► | ►►

Weitere Ereignisse
Die Liste der Wahlen 1983 umfasst Parlamentswahlen, Präsidentschaftswahlen, Referenden und sonstige Abstimmungen auf nationaler und subnationaler Ebene, die im Jahr 1983 weltweit abgehalten wurden.

## Termine
| Land                   | Datum                     | Link zur Wahl 1983                                | Link zur vorigen Wahl | Bemerkungen |
| ---------------------- | ------------------------- | ------------------------------------------------- | --------------------- | --- |
| Monaco                 | 9. Januar                 | Parlamentswahl in Monaco                          |                       | [ 1 ] |
| Kiribati               | 12. und 16. Jan.          | Parlamentswahl in Kiribati                        |                       | [ 2 ] |
| Irland                 | 31. Januar                | Wahl zum Senat in Irland                          | 1982                  | [ 3 ] |
| Paraguay               | 6. Februar                | Parlaments- und Präsidentschaftswahl in Paraguay  |                       | [ 4 ] |
| Zypern                 | 13. Februar               | Präsidentschaftswahl in der Republik Zypern       | 1978                  | [ 5 ] |
| Senegal                | 27. Februar               | Parlamentswahl im Senegal                         |                       | [ 6 ] |
| Australien             | 6. März                   | Parlamentswahl in Australien                      | 1980                  | [ 7 ] |
| BR Deutschland         | 6. März                   | Bundestagswahl                                    | 1980                  | vorgezogene Neuwahl nach dem konstruktiven Misstrauensvotum in dem Helmut Kohl zum Bundeskanzler gewählt wurde |
| BR Deutschland         | 6. März                   | Landtagswahl in Rheinland-Pfalz                   | 1979                  | |
| BR Deutschland         | 13. März                  | Landtagswahl in Schleswig-Holstein                | 1979                  | |
| Volksrepublik China    | Mitte März bis Ende April | Parlamentswahl in der Volksrepublik China         |                       | [ 8 ] |
| Finnland               | 20.–21. März              | Parlamentswahl in Finnland                        | 1979                  | |
| Grönland               | 12. April                 | Parlamentswahl in Grönland                        | 1979                  | |
| Thailand               | 18. April                 | Parlamentswahl in Thailand                        |                       | [ 9 ] |
| Island                 | 23. April                 | Parlamentswahl in Island                          | 1979                  | [ 10 ] |
| Österreich             | 24. April                 | Nationalratswahl in Österreich                    | 1979                  | |
| Österreich             | 24. April                 | Landtags- und Gemeinderatswahl in Wien            | 1978                  | |
| Portugal               | 25. April                 | Parlamentswahl in Portugal                        | 1980                  | |
| Kamerun                | 29. Mai                   | Parlamentswahl in Kamerun                         |                       | [ 11 ] |
| San Marino             | 29. Mai                   | Parlamentswahl in San Marino                      | 1978                  | |
| Vereinigtes Königreich | 9. Juni                   | Britische Unterhauswahlen                         | 1979                  | |
| Italien                | 26.–27. Juni              | Parlamentswahlen in Italien                       | 1979                  | |
| Malawi                 | 29.–30. Juni              | Parlamentswahl in Malawi                          | 1978                  | [ 12 ] |
| Seychellen             | 7. August                 | Parlamentswahl auf den Seychellen                 |                       | [ 13 ] |
| Nigeria                | 20. August                | Wahl zum Repräsentantenhaus in Nigeria            |                       | [ 14 ] |
| Mauritius              | 21. August                | Parlamentswahl in Mauritius                       | 1982                  | [ 15 ] |
| Niger                  | 27. August                | Wahl zum Senat in Nigeria                         |                       | [ 14 ] |
| Äquatorialguinea       | 28. August                | Parlamentswahl in Äquatorialguinea                |                       | [ 16 ] |
| Madagaskar             | 28. August                | Parlamentswahl in Madagaskar                      | 1977                  | [ 17 ] |
| Malediven              | 3. September              | Präsidentschaftswahl auf den Malediven            |                       | [ 18 ] |
| BR Deutschland         | 25. September             | Landtagswahl in Hessen                            | 1982                  | |
| BR Deutschland         | 25. September             | Bürgerschaftswahl in Bremen                       | 1979                  | |
| Frankreich             | 25. September             | Senatswahl in Frankreich                          |                       | [ 19 ] |
| Kenia                  | 26. September             | Parlamentswahl in Kenia                           | 1979                  | [ 20 ] |
| Finnland               | 6. Oktober                | Parlamentswahl in Åland                           | 1979                  | |
| Österreich             | 16. Oktober               | Landtagswahl in Niederösterreich                  | 1979                  | |
| Schweiz                | 23. Oktober               | Schweizer Parlamentswahlen                        | 1979                  | |
| Vereinigte Staaten     | 23. Oktober               | Gouverneurswahlen in den Vereinigten Staaten      | 1982                  | |
| Sambia                 | 27. Oktober               | Parlamentswahl in Sambia                          |                       | [ 21 ] |
| Swasiland              | 29. Oktober               | Parlamentswahl in Swasiland                       |                       | [ 22 ] |
| Argentinien            | 30. Oktober               | Präsidentschaftswahl in Argentinien               |                       | |
| Argentinien            | 30. Oktober               | Parlamentswahl in Argentinien                     |                       | [ 23 ] |
| Südafrika              | 2. November               | Referendum über eine Verfassungsreform            |                       | nur weiße Einwohner Südafrikas waren zur Abstimmung zugelassen                                                 |
| Vanuatu                | 2. November               | Parlamentswahl in Vanuatu                         |                       | erste Parlamentswahl nach der Unabhängigkeit im Juli 1980, Ergebnisse:                                         |
| Türkei                 | 6. November               | Parlamentswahl in der Türkei                      | 1977                  | erste demokratische Wahl nach dem Militärputsch 1980                                                           |
| Italien                | 20. November              | Landtagswahl in Südtirol                          | 1978                  | |
| Nauru                  | 3. Dezember               | Parlamentswahl in Nauru                           |                       | [ 25 ] |
| Venezuela              | 6. Dezember               | Parlaments- und Präsidentschaftswahl in Venezuela |                       | [ 26 ] |
| Jamaika                | 15. Dezember              | Parlamentswahl in Jamaika                         | 1980                  | [ 27 ] |
| Japan                  | 18. Dezember              | Shūgiin-Wahl                                      | 1980                  | |
| Ruanda                 | 26. Dezember              | Parlamentswahl in Ruanda                          |                       | [ 28 ] |